# NGC 1362
NGC 1362 је лентикуларна галаксија у сазвежђу Еридан која се налази на NGC листи објеката дубоког неба.
Деклинација објекта је - 20° 16' 56" а ректасцензија 3h 33m 53,0s. Привидна величина (магнитуда) објекта NGC 1362 износи 12,7 а фотографска магнитуда 13,7. NGC 1362 је још познат и под ознакама ESO 548-41, MCG -3-10-8, NPM1G -20.0135, PGC 13196.